# Ottar Dahl
Ottar Dahl (ur. 5 stycznia 1924 w Nannestad, zm. 4 kwietnia 2011 w Oslo) – norweski historyk, emerytowany profesor Uniwersytetu w Oslo.

## Wybrane publikacje
- Historisk materialisme. Historiesynet hos Koht og Bull, 1952
- Om årsaksproblemer i historisk forskning, 1957
- Norsk historieforskning i det 19. og 20. århundre, 1959
- Grunntrekk i historieforskningens metodelære, 1967
- Problemer i historiens teori, 1986
- Fra konsens til katastrofe - kapitler av fascismens historie i Italia, 1996